# Genos (One Punch-Man)
Genos (ジェノス?) es el deuteragonista de la serie de manga y anime One Punch-Man, creado por One. Genos es un cíborg de 19 años y discípulo de Saitama. Su objetivo es el de vengar a su familia, la cual fue asesinada junto con el pueblo en el que vivía por un cíborg loco cuando él tenía 15 años. Genos logró sobrevivir de milagro, pero hubiese muerto también si no fuese por el Dr. Stench, un científico justiciero que buscaba al cíborg loco para detenerlo y que transformó a Genos en un cíborg luego de que este se lo rogara. 

## Apariencia
Genos es un cíborg de 19 años con un rostro pálido y cabello rubio. La esclerotica de sus ojos es negra y su iris amarilla. Suele llevar una camisa blanca y un pantalón negro, pero varía el diseño de la ropa y de sus partes cyborg según el momento de la serie.

## Personalidad
Genos tiene un carácter fuerte y serio, sin él más mínimo sentido del humor. Cuando este comienza una batalla, comienza a darlo todo sin durar. Su nombre de héroe, Cíborg Demoníaco, se lo ganó por atacar agresivamente a sus enemigos sin temer obstáculos o desastres. 
La personalidad de Genos hace contraste con la personalidad de Saitama, ya que este último no se toma nada en serio al nunca correr ningún riesgo.

## Historia
No se sabe mucho del pasado de Genos más que lo que este ha contado. A sus 15 años, Genos vivía en pueblo tranquilo con su familia. No poseían muchos recursos, pero se las arreglan para vivir y lograban ser felices. Cuando tenía 15 años, su pueblo fue atacado por un cíborg loco que destruyó todo a su pasó. En ese incidente, la familia de Genos murió, pero el joven sobrevivió de milagro, aunque también hubiese muerto si no fuese gracias al Dr. Stench, un científico justiciero que buscaba al cíborg loco para detenerlo y que transformó a Genos en un cíborg luego de que este se lo rogara. 
Durante los siguientes años estuvo buscando al cyborg sin resultados. Un día Ciudad-Z fue atacada por un enjambre de mosquitos liderados por la Chica Mosquito. Genos luchó contra ella, pero fue derrotado y posteriormente salvado por Saitama. Impresionado por su fuerza, al lograr derrotarla de un solo golpe, Genos le pidió ser su discípulo, a lo que Saitama aceptó. 

## Apariciones

### One Punch-Man
Genos es un personaje recurrente en el webcómic, el manga y el anime, convirtiéndose en uno de los más populares de la franquicia.

### One Punch-Man: A Hero Nobody Knows
También aparece en el juego de peleas One Punch-Man: A Hero Nobody Knows, desarrollado por Spike Chunsoft y distribuido por Bandai Namco Entertainment. 

## Habilidades
Dentro de One Punch-Man, Genos es un personaje poderoso, capaz de entrar en la Clase S a pesar de ser un héroe nuevo. El cíborg cuenta con una velocidad, resistencia y fuerza sobrehumanas gracias a sus numerosos implantes robóticos. Su velocidad por lo menos es de 1235 km/h, ya que puede igualar la velocidad de Sonic Velocidad del Sonido en su batalla, el cual viaja a la velocidad del sonido. 
En su cuerpo, Genos consta con una serie de mejoras, entre las que se encuentran: Un hipersensor que es sensible a anormalidades como reacciones biológicas, acercamientos a alta velocidad y cuerpos de alta energía; Un ojo de búsqueda que sirve para no perder de visita a su enemigo durante una batalla. Además, consta con unas piernas mejoradas que están equipadas con un dispositivo de absorción de impactos, que reduce el tiempo entre el aterrizaje y la siguiente acción.
Todas estas habilidades y mejoras son posibles gracias al núcleo que posee Genos en su pecho. Este núcleo es la fuente de energía de todo su cuerpo. También se puede quitar para concentrar toda la energía en un punto, logrando un ataque devastador. 